# جوناثان بوتس
جوناثان بوتس هو ممثل كندي بدأ مسيرته مع بداية 1980.

## روابط خارجية
- جوناثان بوتس على موقع IMDb (الإنجليزية)
- جوناثان بوتس على موقع ألو سيني (الفرنسية)
- جوناثان بوتس على موقع أول موفي (الإنجليزية)
- جوناثان بوتس على موقع قاعدة بيانات الأفلام السويدية (السويدية)
- جوناثان بوتس على موقع قاعدة بيانات الفيلم (الإنجليزية)
- جوناثان بوتس على موقع كينوبويسك (الروسية)